# ۲۷ رمضان
۲۷ رمضان، بیست و هفتمین روز از ماه رمضان در تقویم هجری قمری است.
در تقویم هجری قمری قراردادی این روز دویست و شصت و سومین روز سال است.

## مناسبت‌ها
جشن مراد کشون (ابن ملجم کشون)
این شب در بین شیعیان دوازده امامی به مناسبت به درک واصل شدن ابن ملجم مرادی از خوارج جنگ نهروان که قصاص قتل امام علی(ع) اولین امام شیعیان در محراب مسجد کوفه در هنگام نماز صبح بوده است جشن گرفته میشود.
این جشن شامل روزه گیری، اطعام، ختم قرآن کریم، خوردن کله پاچه گوسفند در افطار، خوردن آجیل مراد که شامل خرما، پسته، فندق، شکرپنیر، نخودچیو بادام است که آجیل مربوطه توسط افرادی که نامشان نام پنج تن آل عبا است تهیه شده است، وتهیه پارچه و بردن به مساجد برای دعا خوانی و دوخت لباس عافیت است

## وقایع
- ۲۵۵ (قمری) قیام زنگیان برضد عباسیان

## زادگان
- ۹۵۹ (قمری) زادروز حسن بن زین‌الدین

## درگذشتگان
- ۱۱۱۰ (قمری) درگذشت محمدباقر مجلسی نویسنده بحارالانوار